# Cathy McMorris Rodgers
Cathy Anne McMorris Rodgers, née le 22 mai 1969 à Salem (Oregon), est une femme politique américaine. Membre du Parti républicain, elle est élue de l'État de Washington à la Chambre des représentants des États-Unis de 2005 à 2025.

## Biographie

### Études
À la fin des années 1980, elle quitte l'État de Washington pour la Floride où elle étudie au Pensacola Christian College (en). En 1990, elle est diplômée d'un bachelor of arts de droit pour devenir juriste,. Elle obtient également un MBA de l'université de Washington en 2002.

### Carrière politique
Elle est l'assistante du républicain Bob Morton à la Chambre des représentants de l'État de Washington. En 1994, lorsque Morton est candidat au Sénat, il l'encourage à se présenter à sa succession. Elle est élue à la Chambre, dont elle dirige la minorité républicaine lors de la session 2002-2003.
En 2004, elle est candidate à la Chambre des représentants des États-Unis dans le 5e district du Washington, dans l'est de l'État. Elle arrive en tête de la primaire avec 30 % des voix, elle devance deux autres candidats républicains (13 % chacun). Lors de l'élection générale, elle est élue représentante avec 59,7 % des suffrages face au démocrate Don Barbieri. Alors que les démocrates reprennent le contrôle de la Chambre des représentants en 2006 à 2014, elle remporte 56,4 % des voix face à Peter Goldmark. De 2008, elle est réélue tous les deux ans avec plus de 60 % des suffrages.
Depuis le 113e Congrès, elle préside la conférence républicaine de la Chambre des représentants (en).
Elle est candidate à un nouveau mandat en 2016. Elle rassemble 42 %  des voix dans la primaire, son plus faible score depuis sa première élection. Un autre républicain, Tom Horne, obtient 11 % des voix. En novembre, elle est réélue avec 59,6 % des suffrages face au démocrate Joe Pakootas.
En décembre 2016, elle est considérée comme favorite pour devenir secrétaire à l'Intérieur des États-Unis sous la présidence de Donald Trump. C'est finalement Ryan Zinke qui est désigné.
Après avoir remporté un dixième mandat lors des élections de 2022 au cours desquelles les républicains reprennent la majorité, elle devient présidente de la commission sur l'énergie et le commerce.
En février 2024, elle annonce qu'elle ne sera pas candidate à sa réélection lors des élections de novembre.

### Positionnement politique
Elle combat systématiquement à la Chambre des représentants les réglementations environnementales. Elle appuie en 2011 un projet de loi, adopté par la Chambre mais rejeté par le Sénat à majorité démocrate, visant à interdire à l'Agence de protection de l’environnement d'établir des réglementations relatives à la lutte contre le changement climatique.

### Vie privée
Cathy McMorris épouse Brian Rodgers en 2006. Elle est mère de trois enfants : Cole (né en 2007 et trisomique), Grace (née en 2010) et Brynn Catherine (née en 2013).

## Historique électoral

### Chambre des représentants
| Année | Cathy McMorris Rodgers | Démocrate |
| ----- | ---------------------- | --------- |
| Année |                        |           |
| 1996  | 50,1 %                 | 47,3 %    |
| 1998  | 64,7 %                 | 35,3 %    |
| 2000  | 61,9 %                 | 35,0 %    |
| 2002  | 58,5 %                 | 38,6 %    |
| 2004  | 59,4 %                 | 40,3 %    |
| 2006  | 56,4 %                 | 43,6 %    |
| 2008  | 65,3 %                 | 34,7 %    |
| 2010  | 67,6 %                 | 32,4 %    |
| 2012  | 61,9 %                 | 38,1%     |
| 2014  | 60,7 %                 | 39,3 %    |
| 2016  | 59,6 %                 | 40,4 %    |
| 2018  | 54,8 %                 | 45,2 %    |
| 2020  | 61,3 %                 | 38,5 %    |
| 2022  | 59,5 %                 | 40,3 %    |